# Uapaca rufopilosa
Uapaca rufopilosa là một loài thực vật có hoa trong họ Diệp hạ châu. Loài này được (De Wild.) P.A.Duvign. miêu tả khoa học đầu tiên năm 1949.